# Bolle fopwesp
De bolle fopwesp (Chrysotoxum arcuatum) is een vliegensoort uit de familie van de zweefvliegen (Syrphidae). De wetenschappelijke naam van de soort werd als Musca arcuata in 1758 gepubliceerd door Carl Linnaeus.